# Самуел Копасек
Самуел Копасек (словац. Samuel Kopásek; нар. 22 травня 2003, Чадця) — словацький футболіст, правий захисник клубу «Жиліна».

## Клубна кар'єра
Виступав за молодіжні команди клубів «Чєрне», «Чадця» та «Жиліна». З 2021 року став виступати за резервну команду «Жиліни» у Другій лізі.
4 травня 2022 року дебютував за першу команду «Жиліни» в матчі Фортуна-ліги (вищого дивізіону чемпіонату Словаччини) проти «Ружомберока» (0:3) і загалом до кінця сезону зіграв у 4 іграх за клуб.

## Виступи за збірні
Виступав за юнацькі збірні Словаччини до 18 та до 19 років. З останньою брав участь у домашньому юнацькому чемпіонаті Європи 2022 року, де зіграв у всіх чотирьох матчах і забив гол у грі з Австрією (1:0), завдяки чому словаки вперше за 20 років кваліфікувались на молодіжний чемпіонат світу 2023 року.